# Cupa Cupelor 1975-1976
Sezonul 1975-1976 al Cupei Cupelor a fost câștigat de RSC Anderlecht, care a învins-o în finală pe formația West Ham United.

## Prima rundă
| Echipa 1            | General | Echipa 1                | Tur | Retur |
| ------------------- | ------- | ----------------------- | --- | ----- |
| Spartak Trnava      | 0–3     | Boavista FC             | 0–0 | 0–3   |
| Valur               | 0–9     | Celtic                  | 0–2 | 0–7   |
| Beșiktaș J.K.       | 0–6     | Fiorentina              | 0–3 | 0–3   |
| Panathinaikos FC    | 0–2     | BSG Sachsenring Zwickau | 0–0 | 0–2   |
| Rapid București     | 1–2     | R.S.C. Anderlecht       | 1–0 | 0–2   |
| FK Borac Banja Luka | 14–1    | US Rumelange            | 9–0 | 5–1   |
| Wrexham FC          | 3–2     | Djurgårdens IF          | 2–1 | 1–1   |
| Skeid               | 1–8     | Stal Rzeszów            | 1–4 | 0–4   |
| SK Sturm Graz       | 3–2     | PFC Slavia Sofia        | 3–1 | 0–1   |
| Haladás VSE         | 8–1     | Valletta                | 7–0 | 1–1   |
| FC Basel            | 2–3     | Atlético Madrid         | 1–2 | 1–1   |
| Eintracht Frankfurt | 11–3    | Coleraine FC            | 5–1 | 6–2   |
| Vejle BK            | 0–4     | FC Den Haag             | 0–2 | 0–2   |
| Home Farm FC        | 1–7     | RC Lens                 | 1–1 | 0–6   |
| Ararat Yerevan      | 10–1    | Anorthosis Famagusta FC | 9–0 | 1–1   |
| Lahden Reipas       | 2–5     | West Ham United         | 2–2 | 0–3   |

### Prima manșă
| Beșiktaș J.K. | 0–3 | Fiorentina               |
| ------------- | --- | ------------------------ |
|               |     | Caso 42' 49' Casarsa 76' |

### A doua manșă
| Fiorentina               | 3–0 | Beșiktaș J.K. |
| ------------------------ | --- | ------------- |
| Caso 32' 36' Casarsa 88' |     |               |

Fiorentina s-a calificat cu scorul general de 6–0.

## A doua rundă
| Echipa 1          | General  | Echipa 1                | Tur | Retur |
| ----------------- | -------- | ----------------------- | --- | ----- |
| Boavista FC       | 1–3      | Celtic FC               | 0–0 | 1–3   |
| Fiorentina        | 1 – 1(p) | BSG Sachsenring Zwickau | 1–0 | 0–1   |
| R.S.C. Anderlecht | 3–1      | FK Borac Banja Luka     | 3–0 | 0–1   |
| Wrexham FC        | 3–1      | Stal Rzeszów            | 2–0 | 1–1   |
| SK Sturm Graz     | 3–1      | Haladás VSE             | 2–0 | 1–1   |
| Atlético Madrid   | 1–3      | Eintracht Frankfurt     | 1–2 | 0–1   |
| FC Den Haag       | 6–3      | RC Lens                 | 3–2 | 3–1   |
| Ararat Yerevan    | 2–4      | West Ham United         | 1–1 | 1–3   |

### Prima manșă
| Fiorentina     | 1–0 | BSG Sachsenring Zwickau |
| -------------- | --- | ----------------------- |
| Speggiorin 71' |     |                         |

### A doua manșă
| BSG Sachsenring Zwickau                                     | 1–0 (d.p.) | Fiorentina                                     |
| ----------------------------------------------------------- | ---------- | ---------------------------------------------- |
| J. Schykowski 32'                                           |            |                                                |
| J. Schykowski · Leuschner · H. Schykowski · Lippmann · Croy | 5–4        | Caso · Guerini · Antognoni · Roggi · Bresciani |

BSG Sachsenring Zwickau 1–1 Fiorentina. BSG Sachsenring Zwickau s-a calificat cu scorul general de 5–4 la penaltiuri.

## Sferturi
| Echipa 1          | General  | Echipa 1                | Tur | Retur |
| ----------------- | -------- | ----------------------- | --- | ----- |
| Celtic FC         | 1–2      | BSG Sachsenring Zwickau | 1–1 | 0–1   |
| R.S.C. Anderlecht | 2–1      | Wrexham FC              | 1–0 | 1–1   |
| SK Sturm Graz     | 0–3      | Eintracht Frankfurt     | 0–2 | 0–1   |
| FC Den Haag       | 5 – 5(d) | West Ham United         | 4–2 | 1–3   |

## Semifinale
| Echipa 1                | General | Echipa 1          | Tur | Retur |
| ----------------------- | ------- | ----------------- | --- | ----- |
| BSG Sachsenring Zwickau | 0–5     | R.S.C. Anderlecht | 0–3 | 0–2   |
| Eintracht Frankfurt     | 3–4     | West Ham United   | 2–1 | 1–3   |

## Finala
| West Ham United        | 2–4 | Anderlecht                               |
| ---------------------- | --- | ---------------------------------------- |
| Holland 28' Robson 68' |     | Rensenbrink 42' 73' Van der Elst 48' 88' |